# Koude Maag
De Koude Maag (Fries en officieel: Kâlde Mage) is een meertje in de gemeente De Friese Meren in de provincie Friesland (Nederland).

## Beschrijving
De Koude Maag ligt bij Terhorne, tussen de Terkaplesterpoelen, het Kruiswater en de Terhornsterpoelen. Aan het meer liggen de eilanden Brouwers Acht en Grootzand.
Per 1 januari 2014 maakt het meer deel uit van de nieuwe fusiegemeente De Friese Meren, daarvoor tot de gemeente Boornsterhem.

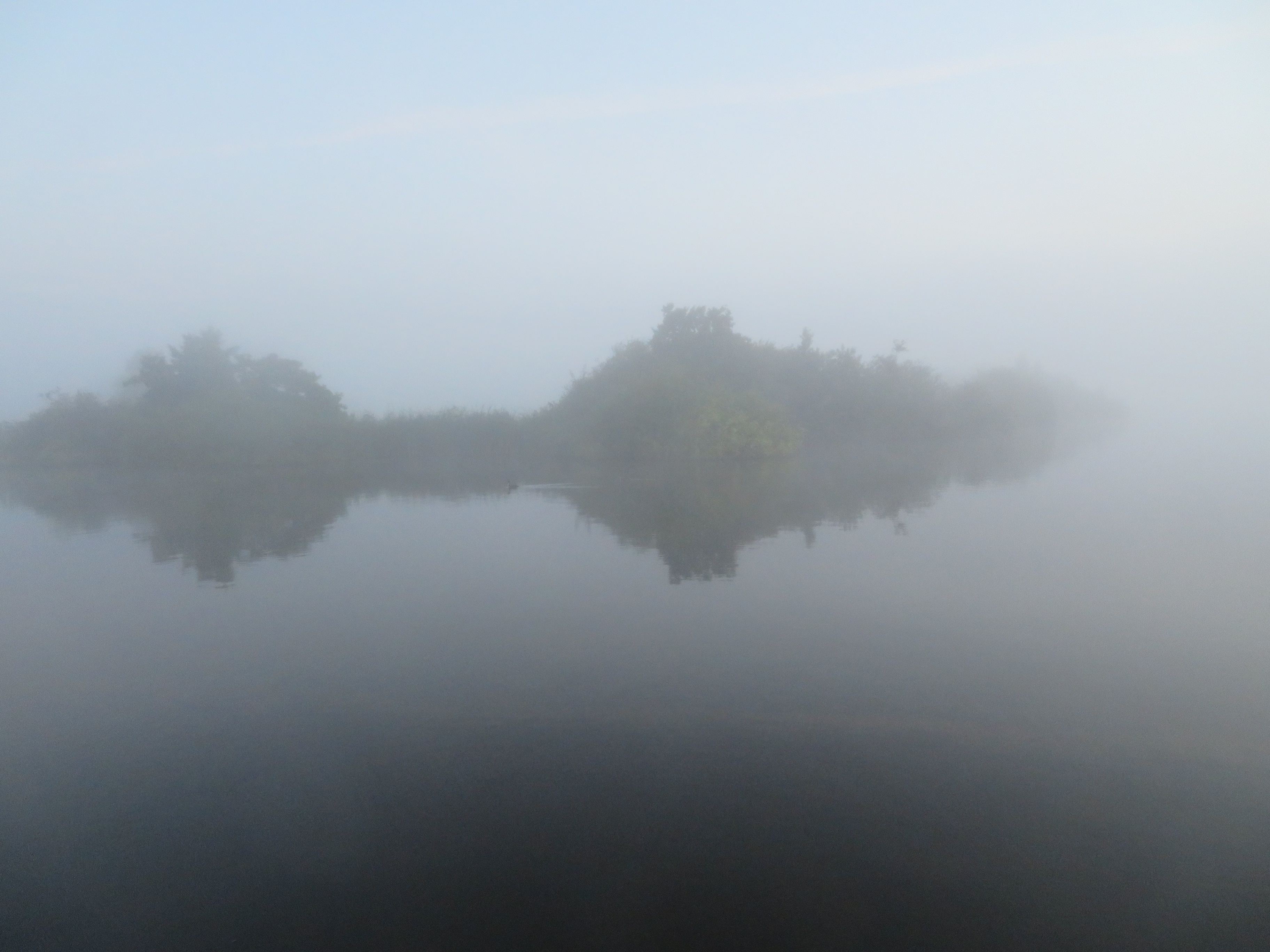
Grootzand in de mist